# إدغار إسبينوزا
إدغار إسبينوزا (بالإنجليزية: Edgar Espinoza)‏ هو لاعب كرة قدم أمريكي، ولد في 27 مايو 1989 في لوس أنجلوس في الولايات المتحدة. لعب مع أتلانتا سيلفرباكس ونادي شيراك.

## وصلات خارجية
- إدغار إسبينوزا على موقع قاعدة بيانات كرة القدم.إي يو (الإنجليزية)
- إدغار إسبينوزا على موقع Soccerway.com (الإنجليزية)